# Kristina Koljaka
Kristina Koljaka (Kavajë, 1916 - 2005) fue una escultora albanesa y una de las primeras mujeres en alcanzar el éxito dentro de la escultura en Albania. Es la autora de muchas esculturas notables, entre ellas la estatua de Lenin en el centro de Tirana , erigida en 1954.
Pasó parte de su infancia en Italia (hasta los 11 años). Estudió en el Liceo de Artes de 1930 a 1934 y en la Academia de Bellas Artes de Roma de  1938 a 1941.
Fue una de las primeras profesoras del Instituto Superior de Arte de Tirana junto a Shaban Hadëri